# Bonifác V.
Bonifác V. (??, Neapol – 25. října 625) byl papežem od 23. prosince 619 až do své smrti.

## Život
Jeho pontifikát začal až po třinácti měsících po volbě, protože čekal na souhlas císaře Herakleia. Věnoval se zejména změnám v organizaci církve. Snažil se potvrdit církevní zvyky v oblasti občanského práva (např. otázku dědictví). Prosazoval rovněž právo na azyl pro ty, kdo při pronásledování hledali útočiště v kostele. Reorganizoval církevní strukturu v Anglii, založil arcibiskupství v Canterbury a prvním metropolitou jmenoval sv. Justuse.
Během jeho pontifikátu byla dokončena výstavba římského hřbitova svatého Nikodéma na Via Niomentana.